# Saud bin Abdul Aziz

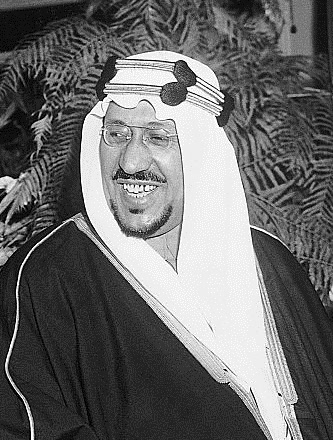
Kung Saud 1957.

Saud bin Abdul-Aziz Al Saud, född 15 januari 1902 i Kuwait City i Kuwait, död 23 februari 1969 i Aten i Grekland, var Saudiarabiens kung från 1953 till 1964, då han avsattes av sin egen familj. Han var son till Ibn Saud.

## Biografi
Saud föddes i staden Kuwait i Kuwait den 15 januari 1902, samma år som hans far, Ibn Saud (grundaren av Saudiarabien) lyckades återta staden Riyadh från familjen Rashid. I sin barndom bodde han i Kuwait tillsammans med sina morföräldrar. Saud blev elev till shejk Abdul Rahman bin Nasser bin Mufirij som lärde honom att läsa och skriva. Han studerade även Koranen från 11 års ålder. När Saud växte upp fick han sina första kontakter från den politiska världen, där han vid den här tiden faktiskt övervakade många administrativa, politiska och militära uppgifter. Hans far var angelägen om att ge honom politisk och militärisk erfarenhet genom  utföra uppgifter utanför landets gränser. Saud visade sin kunskap genom att utföra dem optimalt. Några av de viktigaste händelserna som Saud deltog i var bland annat Slaget vid Kenzan, Slaget vid Jrab samt hans bidrag till annekteringen av Ha'il och hans hjälp till sin far med Riyadhs affärer. Sauds far försökte hjälpa honom på hans väg till makten och den 9 november 1933 utnämnde han honom till kronprins. Bland annat präster svor trohet till detta beslut.
Den 9 november 1953 blev Saud kung efter sin far. Fadern ville  förhindra bråk och våld mellan sina  två söner och innan sin död bad han dem att svära på att aldrig slåss. Han mindes vad som hade hänt hans egen far och hans farbröder efter  farfaderns död och fruktade att osämja inom familjen skulle splittra hans rike.
Samma dag som Saud blev kung utnämnde han sin bror till vice premiärminister och utrikesminister samt reserverade sig själv för presidentskapet i regeringen. 
Vid sitt första regeringssammanträde  år 1954 gjorde Saud sitt första politiska uttalande som kung. Han förklarade då att han höll fast vid religionens principer och att han skulle behålla sin fars politik och sätt att styra. Han sa att hans första mål var att etablera principerna för religion och sharia. Bland Sauds regeringsuppgifter fanns att stärka armén, bekämpa fattigdom, hunger och sjukdomar, förbättra sjukvården och inrätta flera ministerier. Sauds trontal innehöll passager som senare blev ett inneboende inslag i nästan alla politiska uttalande från den saudiska regeringen.
Ett antal olika ministerier inrättades nu i Saudiarabien, däribland inrikesministeriet, försvarsministeriet, luftfartsministeriet, transportministeriet, kunskapsministeriet, finansministeriet och handelsministeriet. 
Kungen lade sig dock ständigt i sin brors affärer och begränsade hans makt allt mer. I slutet av femtiotalet nådde den litet dolda konflikten mellan dem så stor omfattning att man talade om "dubbelmakten" i kungariket. 
Kung Sauds intressen som kung var bland annat att sprida kunskap till alla, och han grundade flera skolor runt om i landet. Till exempel Islamska universitetet i Medina år 1961 och även sekundära lärarinstitut.
Den 19 mars 1964 utfärdade flera prinsar och andra mäktiga ett enhetligt beslut om att överlämna makten helt till kronprins Faisal bin Abdul Aziz, förutsatt att Saud blev kung endast till namnet. Utöver detta beslut tog ministerrådet en hel del andra beslut från den 28 till den 30 mars. Ett av besluten var att halvera de årliga anslagen till kungen och kungahuset till 238 miljoner Saudiarabiska rial. 
Kung Saud dog i Aten i  Grekland vid 67 års ålder medan han gick genom en behandling där. Han begravdes i Oud, Riyadh.

## Utmärkelser
- Legionär av Legion of Merit,  1947
- Imperiella ok- och pilorden,  1 april 1952[2]
- Kedja av Civiltjänstorden,  15 februari 1962[3][4]
- Kommendör av Legion of Merit
- Umayyadorden
- Kung Abdulaziz-orden
- Hedersriddare med storkors av Brittiska imperieorden

[Redigera Wikidata]